# Don Budge
John Donald "Don" Budge (13. juni 1915 – 26. januar 2000) var en amerikansk tennisspiller, der igennem sin karriere i 1930'erne vandt seks Grand Slam-singletitler. Han er (sammen med australieren Rod Laver) den ene af kun to mandlige tennisspillere, der har lavet en "ægte" Grand Slam (sejr i alle fire Grand Slam turneringer samme kalenderår). Budge gjorde dette som den første, i 1938.

## Grand Slam
Budges seks Grand Slam-singletitler fordeler sig således:
- Australian Open
  - 1938

- French Open
  - 1938

- Wimbledon
  - 1937 og 1938

- US Open
  - 1937 og 1938